# اچ‌ام‌اس دایموند (۱۷۷۴)

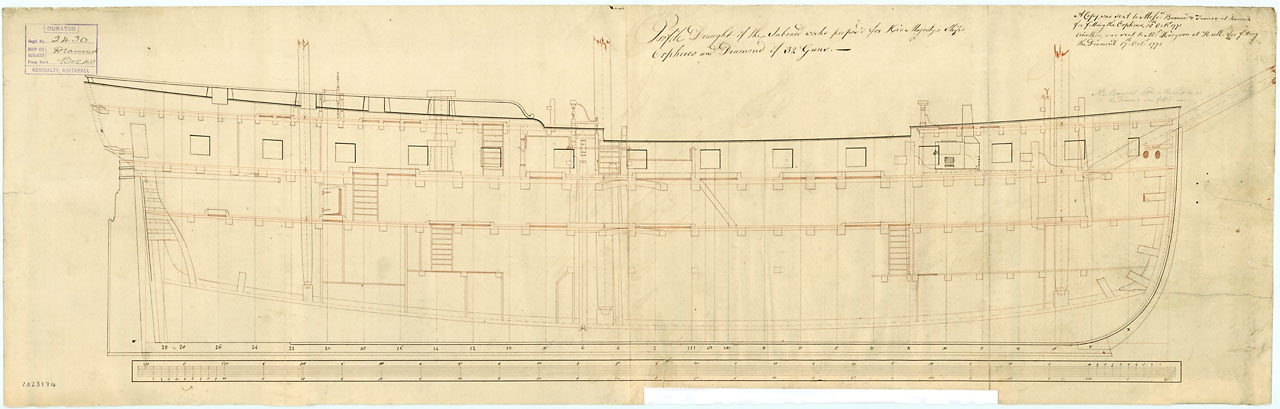
الماس (۱۷۷۴)، ارفوس (۱۷۷۴)

اچ‌ام‌اس دایموند (۱۷۷۴) (به انگلیسی: HMS Diamond (1774)) یک کشتی بود که طول آن ۱۳۰ فوت ۶ اینچ (۳۹٫۷۸ متر) بود. این کشتی در سال ۱۷۷۴ ساخته شد.